# François Périer
Pour les articles homonymes, voir Pillu et Périer.
François Pillu, dit François Périer, est un acteur français, né le 10 novembre 1919 dans le 16e arrondissement de Paris et mort le 28 juin 2002 dans le 8e arrondissement de Paris.

## Biographie

### Origines
François Gabriel Marie Pillu naît le 10 novembre 1919 dans le 16e arrondissement de Paris, d'un père travaillant dans le négoce de vin.

### Carrière

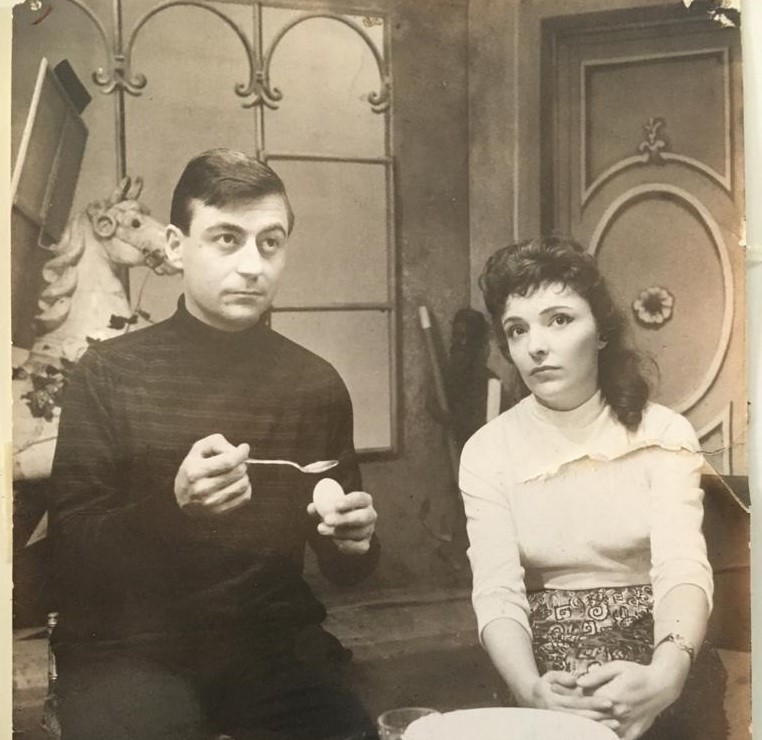
François Périer et Michèle Monty lors d'une répétition au théâtre, en 1951.

François Périer, âgé de 15 ans, écrit à Louis Jouvet car il souhaite devenir comédien. Il se forme alors au cours Simon avant d'entrer au Conservatoire la même année que Gérard Oury et Bernard Blier. Il fait ses débuts sur scène et au cinéma en 1938, notamment en jouant son propre rôle dans le film Entrée des artistes, avec précisément Louis Jouvet. Au théâtre, il obtient le prix Réjane pour son interprétation des Jours heureux de Claude-André Puget.
Il est un homosexuel sympathique dans Hôtel du Nord de Marcel Carné (1938), un jeune premier timide et amusant dans L'Entraîneuse d'Albert Valentin (1939), il s'impose à la fin des années 1940 comme un acteur d'une grande expressivité, dans des films comme Un revenant de Christian-Jaque (1946) ou Le silence est d'or de René Clair (1947). En 1950, il sert aussi bien l'univers poétique de Jean Cocteau dans Orphée que le réalisme magique de Federico Fellini dans Les Nuits de Cabiria. Au sommet de sa gloire dans les années 1950, François Périer se crée une réputation parmi les mondains de Paris. Il est un habitué du salon de thé Les Délices, où il noue une amitié intime avec une jeune serveuse, Paulette Karkos. En 1956, il campe Coupeau, l'ouvrier invalide et alcoolique dans Gervaise, film de René Clément. Avec la maturité, il incarne des personnages sombres, inquiétants et complexes comme les commissaires du Samouraï (1967) et de Police Python 357 (1976), le procureur dans Z (1969), un patron de boîte de nuit dans Le Cercle rouge (1970) ou l'avocat efficace et omniprésent de Stavisky dans le film homonyme (1974).
En parallèle, il mène une importante carrière théâtrale où il sert aussi bien le répertoire avec Molière, le théâtre contemporain avec Jean-Paul Sartre, Félicien Marceau ou Jean Anouilh, et le théâtre de boulevard avec Marcel Achard, André Roussin et Françoise Dorin. Pendant une quinzaine d'années, il est également le codirecteur du théâtre de la Michodière avec l'acteur Pierre Fresnay.
À partir de 1956, il effectue la narration des séries de livres-disques Philips illustrés pour les enfants Piccolo, Saxo et Compagnie, dont cinq volumes paraîtront.
François Périer a publié ses mémoires en 1989 sous le titre Profession menteur. 

### Vie privée

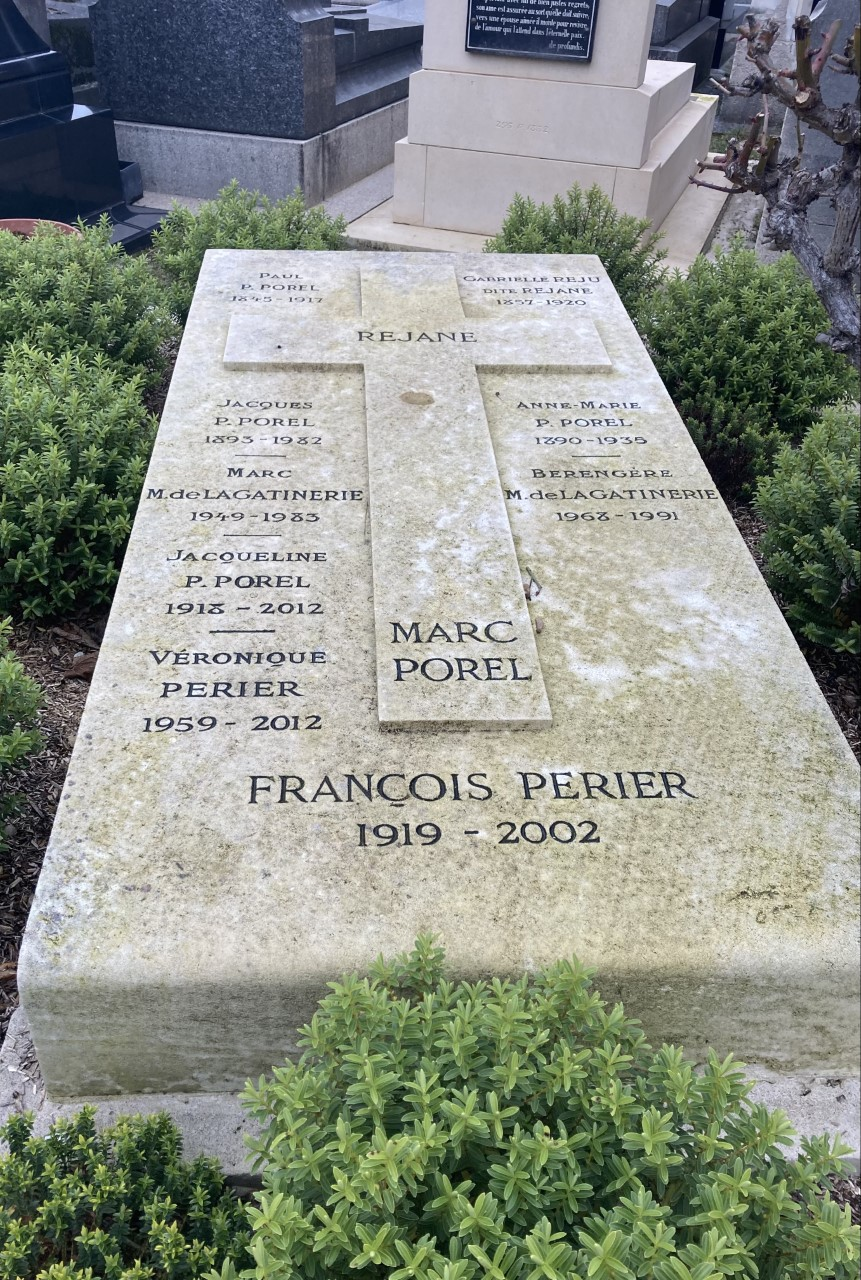
Caveau de la famille Porel au cimetière de Passy (division 8), où reposent notamment la comédienne Réjane, sa petite-fille Jacqueline Porel et le premier mari de celle-ci François Périer.

Marié en 1941 à la comédienne Jacqueline Porel — petite-fille de la comédienne Réjane —, François Périer est le père de la journaliste Anne-Marie Périer (née en 1945) — future épouse du chanteur Michel Sardou —, et de Jean-Pierre Périer (né en 1943, disparu prématurément en 1966), assistant metteur en scène des réalisateurs Costa-Gavras (Compartiment tueurs) et Anatole Litvak (La Nuit des généraux).
François Périer a également reconnu, et élevé comme son fils, Jean-Marie Périer (né en 1940), célèbre photographe des années yéyé, né d'une précédente liaison de Jacqueline Porel avec le chanteur Henri Salvador.
Divorcé en 1947, il épouse en 1949 la comédienne Marie Daëms dont il se sépare en 1959. Il convole en dernières noces en 1961 avec Colette Boutoulaud.

### Mort
Victime de la maladie d'Alzheimer, François Périer meurt le 28 juin 2002 dans le 8e arrondissement de Paris  à l'âge de 82 ans. Il est inhumé au cimetière de Passy (division 8) aux côtés notamment de la comédienne Réjane, de sa première femme Jacqueline Porel, petite-fille de Réjane, de son beau-fils l'acteur Marc Porel.

## Citations
- « [Je suis] assez content d'être comédien. Quand je vois l'époque où nous vivons, la déraison qui très souvent est la règle de vie de nos contemporains, je suis assez content de ne pas vraiment appartenir à ce monde-là »[7].

## Théâtre

### Comédien
- 1938 : Les Jours heureux de Claude-André Puget, théâtre Michel
- 1939 : Mailloche de René Dorin, théâtre de la Madeleine
- 1940 : La Familiale de Jean de Létraz, théâtre de la Michodière
- 1941 : La Nuit de printemps de Pierre Ducrocq, mise en scène de l'auteur, théâtre Saint-Georges
- 1942 : Une jeune fille savait d'André Haguet, mise en scène Louis Ducreux, théâtre des Bouffes-Parisiens
- 1942 : Colinette de Marcel Achard, mise en scène Pierre Dux, théâtre de l'Athénée
- 1946 : La Route des Indes de Jacques Deval d'après Ronald Harwood, théâtre des Ambassadeurs
- 1948 : Les Mains sales de Jean-Paul Sartre, mise en scène Pierre Valde, théâtre Antoine
- 1950-1952: Bobosse d'André Roussin, mise en scène de l'auteur, théâtre royal du Parc puis théâtre des Célestins et théâtre de la Michodière
- 1952 : Un beau dimanche de Jean-Pierre Aumont, théâtre de la Michodière puis théâtre des Célestins
- 1953-1955 : Le Ciel de lit de Jan de Hartog, mise en scène Pierre Fresnay, théâtre de la Michodière puis théâtre des Célestins
- 1955 : Le Mal d'amour de Marcel Achard, mise en scène François Périer, théâtre de la Michodière
- 1956 : Le Séducteur de Diego Fabbri, mise en scène François Périer, théâtre de la Michodière
- 1957 : Bobosse d'André Roussin, mise en scène de l'auteur, théâtre de la Michodière
- 1959 : Gog et Magog de Roger MacDougall et Ted Allan, mise en scène François Périer, théâtre de la Michodière
- 1960 : Tartuffe de Molière, mise en scène Roland Piétri, comédie des Champs-Élysées
- 1960 : Le Songe du critique de Jean Anouilh, mise en scène de l'auteur, comédie des Champs-Élysées
- 1962 : Johnnie Cœur de Romain Gary, mise en scène François Périer, théâtre de la Michodière
- 1964 : Gog et Magog de Roger MacDougall et Ted Allan, mise en scène François Périer, théâtre des Célestins
- 1964-1966 : La Preuve par quatre de Félicien Marceau, mise en scène de l'auteur, théâtre de la Michodière puis théâtre des Célestins
- 1967 : Un jour j'ai rencontré la vérité de Félicien Marceau, mise en scène André Barsacq, comédie des Champs-Élysées
- 1968 : Le Diable et le Bon Dieu de Jean-Paul Sartre, mise en scène Georges Wilson, TNP théâtre de Chaillot
- 1969 : Un jour j'ai rencontré la vérité de Félicien Marceau, mise en scène André Barsacq, théâtre des Célestins
- 1970 : Le Diable et le Bon Dieu de Jean-Paul Sartre, mise en scène Georges Wilson, TNP Festival d'Avignon
- 1970 : Ne réveillez pas Madame de Jean Anouilh, mise en scène de l'auteur et Roland Piétri, comédie des Champs-Élysées
- 1972 : Messe pour un sacre viennois  de Bernard Da Costa , les treteaux de la nuit France inter
- 1974 : Le Tube de Françoise Dorin, mise en scène François Périer, théâtre Antoine
- 1976-1978 : Equus de Peter Shaffer, mise en scène John Dexter, théâtre d'Orsay Compagnie Renaud-Barrault, puis au théâtre de l'Athénée et au théâtre des Célestins à Lyon
- 1979-1981 : Coup de chapeau de Bernard Slade, mise en scène Pierre Mondy, théâtre de la Michodière puis théâtre des Célestins
- 1982 : Amadeus de Peter Shaffer, mise en scène Roman Polanski, théâtre Marigny
- 1984 : Tartuffe de Molière, mise en scène Jacques Lassalle, théâtre national de Strasbourg
- 1985-1987 : L'âge de Monsieur est avancé de Pierre Étaix, mise en scène Jean Poiret, comédie des Champs-Élysées puis théâtre des Célestins
- 1988 : Mort d'un commis voyageur d'Arthur Miller, mise en scène Marcel Bluwal, théâtre de l'Odéon puis théâtre national de Nice
- 1993 : Pèlerinage chez Beethoven de Bernard Da Costa, France culture, prix Italia 1993

### Metteur en scène
- 1955 : Le Mal d'amour de Marcel Achard, théâtre de la Michodière
- 1956 : Le Séducteur de Diego Fabbri, théâtre de la Michodière
- 1959 : Gog et Magog de Roger MacDougall et Ted Allan, théâtre de la Michodière
- 1962 : Johnnie Cœur de Romain Gary, théâtre de la Michodière
- 1965 : Au revoir Charlie de George Axelrod, théâtre des Ambassadeurs
- 1965 : Les Séquestrés d'Altona de Jean-Paul Sartre, théâtre de l'Athénée
- 1974 : Le Tube de Françoise Dorin, théâtre Antoine
- 1975 : Gog et Magog de Roger MacDougall et Ted Allan, théâtre de la Michodière
- 1978 : Les Mains sales de Jean-Paul Sartre, tournée Baret

## Filmographie

### Années 1930
- 1938 : La Chaleur du sein de Jean Boyer : Batilly
- 1938 : Hôtel du Nord de Marcel Carné : Adrien
- 1939 : La Fin du jour de Julien Duvivier : le journaliste
- 1939 : Le Veau gras de Serge de Poligny : Gaston Vachon
- 1939 : Bifur 3 de Maurice Cam - film arrêté par la déclaration de la guerre et repris en 1944, mais resté inachevé
- 1939 : L'Entraîneuse d'Albert Valentin : Jean

### Années 1940
- 1940 : Fantasia de Walt Disney : le narrateur (doublage de 1986)
- 1940 : La Grande Leçon de Robert Péguy (la copie du film a été détruite)
- 1941 : Le Duel de Pierre Fresnay : François
- 1941 : Premier Bal de Christian-Jaque : Ernest Villar
- 1941 : Les Jours heureux de Jean de Marguenat : Bernard
- 1942 : Mariage d'amour d'Henri Decoin : Pierre
- 1942 : Lettres d'amour de Claude Autant-Lara : François de Portal
- 1943 : Le Camion blanc de Léo Joannon : François Ledru
- 1943 : La Ferme aux loups de Richard Pottier : Bastien
- 1944 : Bonsoir mesdames, bonsoir messieurs de Roland Tual : Dominique Verdelet
- 1944 : L'Enfant de l'amour de Jean Stelli : Maurice Orland
- 1946 : Sylvie et le Fantôme de Claude Autant-Lara : Ramure
- 1946 : La Tentation de Barbizon de Jean Stelli : le diable / M. Atkinson
- 1946 : Au petit bonheur de Marcel L'Herbier : Denis Carignol
- 1946 : Un revenant de Christian-Jaque : François Nisard
- 1947 : Le silence est d'or de René Clair : Jacques
- 1948 : Une jeune fille savait de Maurice Lehmann : Coco
- 1948 : La Vie en rose, de Jean Faurez : François Lecoc
- 1948 : Femme sans passé de Gilles Grangier : Michel
- 1949 : Jean de la Lune de Marcel Achard : Cloclo
- 1949 : Retour à la vie de Georges Lampin (segment Le Retour d'Antoine) : Antoine

### Années 1950
- 1950 : La Souricière d'Henri Calef : Michel Riverain
- 1950 : Au p'tit zouave de Gilles Grangier : M. Denis
- 1950 : Les Anciens de Saint-Loup de Georges Lampin : Charles Merlin
- 1950 : Orphée de Jean Cocteau : Heurtebise
- 1950 : Souvenirs perdus de Christian-Jaque (segment Une couronne mortuaire) : Jean-Pierre Delagrange
- 1951 : Sous le ciel de Paris de Julien Duvivier : le narrateur
- 1951 : Mon phoque et elles de Pierre Billon : François Verville
- 1952 : L'Amour, Madame de Gilles Grangier : François Célérier
- 1952 : Elle et moi de Guy Lefranc : Jean
- 1953 : Les Amants de Villa Borghese (Villa Borghese) de Gianni Franciolini : le professeur
- 1953 : Bonjour Paris ! de Jean Image : le narrateur
- 1953 : Un trésor de femme de Jean Stelli : François Delaroche
- 1953 : Jeunes Mariés, de Gilles Grangier : Jacques Delaroche
- 1953 : Capitaine Pantoufle de Guy Lefranc : Emmanuel Bonavent
- 1954 : Scènes de ménage d'André Berthomieu : M. Trielle
- 1954 : Quelques pas dans la vie (Tempi nostri) d'Alessandro Blasetti et Paul Paviot (segment Le Baiser) : l'amant
- 1954 : Secrets d'alcôve de Jean Delannoy (segment Le Lit de la Pompadour) : Bertrand Germain-Latour
- 1954 : Cadet Rousselle d'André Hunebelle : Cadet Rousselle
- 1954 : La Cigale et la Fourmi de Jean Image : le narrateur
- 1955 : Les Évadés de Jean-Paul Le Chanois : François
- 1955 : Escale à Orly de Jean Dréville : Pierre Brissac
- 1956 : L'Homme qui n'a jamais existé (The Man Who Never Was) de Ronald Neame : l'agent du consulat britannique
- 1956 : Gervaise de René Clément : Henri Coupeau
- 1956 : Je reviendrai à Kandara de Victor Vicas : André Barret
- 1957 : Charmants Garçons d'Henri Decoin : Robert
- 1957 : Que les hommes sont bêtes de Roger Richebé : Roland Devère
- 1957 : Les Louves de Luis Saslavsky : Bernard Gervais-Laroche
- 1957 : Les Nuits de Cabiria (Le Notti di Cabiria) de Federico Fellini : Oscar d'Onofrio
- 1957 : Tous peuvent me tuer d'Henri Decoin : le directeur de la prison
- 1957 : Les étoiles ne meurent jamais de Max de Vaucorbeil : le narrateur
- 1958 : La Bigorne, caporal de France de Robert Darène : La Bigorne
- 1958 : Maxime d'Henri Verneuil : le narrateur
- 1959 : Nous sommes tous coupables (Il magistrato) de Luigi Zampa : Luigi Bonelli
- 1959 : Bobosse d'Étienne Périer : Tony Varlet / Bobosse et tous les personnages du rêve
- 1959 : La Création du monde (Stvoření světa) d'Eduard Hofman : le narrateur
- 1959 : Les Affreux de Marc Allégret : le narrateur

### Années 1960
- 1960 : Le Testament d'Orphée de Jean Cocteau : Heurtebise
- 1960 : La Corde raide de Jean-Charles Dudrumet : Daniel Lambert
- 1960 : La Française et l'Amour de Christian-Jaque (segment Le Divorce) : Michel
- 1961 : Réveille-toi chérie de Claude Magnier : Robert
- 1961 : Les Amours de Paris de Jacques Poitrenaud : Maurice Lasnier
- 1961 : L'Amant de cinq jours de Philippe de Broca : Georges
- 1962 : Les Veinards de Jean Girault (segment Le Manteau de vison) : Jérôme Boisselier
- 1962 : Les Petits Matins de Jacqueline Audry : l'homme de quarante ans
- 1963 : Le Coup de bambou de Jean Boyer : Léon Brissac
- 1963 : Les Camarades (I Compagni) de Mario Monicelli : maître Di Méo
- 1963 : Dragées au poivre de Jacques Baratier : M. Legrand
- 1963 : Annonces matrimoniales (La visita) d'Antonio Pietrangeli : Adolfo
- 1964 : Week-end à Zuydcoote d'Henri Verneuil : Alexandre
- 1967 : Un homme de trop de Costa-Gavras : Moujon
- 1967 : Le Samouraï de Jean-Pierre Melville : le commissaire
- 1968 : Les Gauloises bleues de Michel Cournot : le narrateur
- 1969 : Z de Costa-Gavras : le procureur

### Années 1970
- 1970 : Tumuc Humac de Jean-Marie Périer : le juge
- 1970 : Les Caprices de Marie de Philippe de Broca : Jean-Jules de Lépine
- 1970 : Le Cercle rouge de Jean-Pierre Melville : M. Santi
- 1971 : Max et les Ferrailleurs de Claude Sautet : Rosinsky
- 1971 : Juste avant la nuit de Claude Chabrol : François Tellier
- 1972 : La Nuit bulgare de Michel Mitrani : M. Lafond
- 1972 : L'Attentat d'Yves Boisset : Rouannat
- 1973 : Nous voulons les colonels (Vogliamo i colonnelli) de Mario Monicelli : le député Di Cori
- 1973 : Antoine et Sébastien de Jean-Marie Périer : Antoine
- 1973 : Stavisky d'Alain Resnais : Albert Borelli
- 1975 : Docteur Françoise Gailland de Jean-Louis Bertuccelli : Gérard
- 1975 : La Spirale de Armand Mattelart : le narrateur
- 1976 : Police Python 357 d'Alain Corneau : le commissaire Ganay
- 1976 : Ben et Bénédict de Paule Delsol : le narrateur
- 1977 : Baxter, Vera Baxter de Marguerite Duras : voix de Jean Baxter
- 1978 : La Raison d'État d'André Cayatte : le professeur Marot
- 1979 : La Guerre des polices de Robin Davis : Colombani

### Années 1980
- 1980 : Le Bar du téléphone de Claude Barrois : le commissaire Claude Joinville
- 1983 : Le Battant d'Alain Delon : Gino Ruggieri
- 1984 : Le Tartuffe de Gérard Depardieu : Orgon
- 1987 : Soigne ta droite de Jean-Luc Godard : l'homme

### Années 1990
- 1990 : Lacenaire de Francis Girod : le père de Lacenaire
- 1991 : Madame Bovary de Claude Chabrol : le narrateur
- 1991 : La Pagaille de Pascal Thomas : Gabriel
- 1992 : Voyage à Rome de Michel Lengliney : le père
- 1996 : Mémoires d'un jeune con de Patrick Aurignac : le père de Frédéric

### Courts métrages et documentaires
- 1949 : Un chien et Madame, court métrage de Marcel Martin : narrateur
- 1951 : L'Affaire Manet, court métrage-documentaire de Jean Aurel : narrateur
- 1951 : Vedettes sans maquillage, court métrage de Jacques Guillon : lui-même
- 1957 : Rendez-vous à Melbourne, court métrage de René Lucot : narrateur
- 1958 : Derrière la grande muraille, documentaire de Robert Ménégoz : narrateur
- 1958 : L'Américain se détend, court métrage documentaire de François Reichenbach : narrateur
- 1959 : Saint-Blaise des Simples, documentaire de Philippe Joulia : narrateur
- 1960 : Zaa, petit chameau blanc; court métrage de Jacques Poitrenaud (voix)
- 1963 : La Meuse, fleuve de guerre, fleuve de paix, court métrage-documentaire d'Édouard Logereau : narrateur
- 1964 : Les Comédiens, court métrage de Jacques Thierry
- 1967 : Le Temps des doryphores, documentaire de Dominique Rémy : narrateur
- 1971 : Primer ano, documentaire de Patricio Guzmán : narrateur
- 1973 : Un monstre, court métrage de Jean-Marie Périer (TV)
- 1974 : Les Deux Mémoires, documentaire de Jorge Semprún : narrateur
- 1978 : Le fond de l'air est rouge, documentaire de Chris Marker : narrateur
- 1977 : Sartre par lui-même, documentaire de Alexandre Astruc : narrateur
- 1984 : 2084, vidéo-clip documentaire de Chris Marker (TV) : narrateur
- 1986 : Mémoires pour Simone, documentaire de Chris Marker : narrateur
- 1990 : Ne m'oubliez pas, hommage à Bernard Blier, documentaire de Mathias Ledoux (TV) : lui-même

### Télévision
- 1954 : Les Jours heureux de Maurice Cazeneuve
- 1955 : Le Ciel de lit de Marcel L'Herbier
- 1960 : C'est dans la boîte d'Alexandre Tarta
- 1963 : Treize contes de Maupassant de Carlo Rim : le narrateur
- 1966 : Les Enfants du palais de Jean-Marie Périer : le juge
- 1968 : L'Enfant de la haute mer de Roger Kahane : le narrateur
- 1975 : Sara de Marcel Bluwal : Rétif de la Bretonne
- 1978 : Mazarin de Pierre Cardinal : Mazarin
- 1979 : Un comédien lit un auteur : épisode François Périer lit Anatole France
- 1983 : Thérèse Humbert de Marcel Bluwal : maître Dumont
- 1984 : Jacques le fataliste et son maître de Claude Santelli : Denis Diderot
- 1984 : La Maffia (La Piovra) de Damiano Damiani : l'avocat Terrasini
- 1985 : La Maffia 2 (La Piovra 2) de Luigi Perelli : l'avocat Terrasini
- 1987 : La Maffia 3 (La Piovra 3) de Luigi Perelli : l'avocat Terrasini
- 1990 : Le Gorille : Le Gorille chez les Mandingues de Denys de La Patellière : le colonel Berthomieu dit « le Vieux »
- 1990 : Le Gorille : Le Gorille compte ses abattis de Jean Delannoy : le colonel Berthomieu dit « le Vieux »
- 1990 : Le Gorille : Le Gorille dans le pot au noir de Patrick Jamain : le colonel Berthomieu dit « le Vieux »
- 1990 : Le Gorille : Le Pavé du Gorille de Roger Hanin : le colonel Berthomieu dit « le Vieux »
- 1990 : Le Gorille : La Peau du Gorille d'Édouard Molinaro : le colonel Berthomieu dit « le Vieux »
- 2000 : Salut sex ! de Jean-Marie Périer : lui-même

## Discographie
François Périer a été narrateur de nombreux disques pour enfants.
- 1953 : Peter Pan - Le Petit Ménestrel
- 1953 : Cendrillon - Le Petit Ménestrel
- 1953 : Pinocchio - Le Petit Ménestrel
- 1954 : Pierrot mon ami - Frémeaux & Associés
- 1955 : La belle et le clochard - Le Petit Ménestrel
- 1955 : Le loup et l'agneau - Le Petit Ménestrel
- 1955 : La cigale et la fourmi - Le Petit Ménestrel
- 1956 : Blanche neige et les sept nains - Le Petit Ménestrel
- 1956 : Davy Crockett - Le Petit Ménestrel
- 1956 : Moby Dick - L'encyclopédie sonore
- 1957 : Le petit tailleur - Disques Barclay
- 1957 : Babar n°1 : Histoire de Babar le petit éléphant - Disques Festival
- 1957 : Babar n°2 : Le voyage de Babar - Disques Festival
- 1957 : Babar n°3 : Le Roi Babar - Disques Festival
- 1957 : Babar n°4 : Babar en famille - Disques Festival
- 1957 : Babar n°5 : Babar et le Père Noël - Disques Festival
- 1957 : Babar n°6 : Babar et le professeur Grifaton - Disques Festival
- 1957 : Babar n°7 : Babar et ce coquin d'Arthur - Disques Festival
- 1957 : Piccolo, Saxo et Compagnie - Disques Philips
- 1957 : Passeport pour Piccolo, Saxo et compagnie - Disques Philips
- 1958 : Piccolo, Saxo et le cirque Jolibois - Disques Philips
- 1958 : La prise de Jéricho - Jéricho
- 1960 : La grenouille bleue - L'Encyclopédie sonore
- 1960 : Hans le petit soldat - Enfance du monde
- 1960? : L'Iliade et l'Odyssée - Éditions sonores Bordas
- 1961 : Les Robinsons des mers du sud - Le Petit Ménestrel
- 1961 : Les aventures de Tom Pillibi - Disques Philips
- 1961 : Les princesses de la nuit - Pathé
- 1963 : Les États-Unis : des origines à l'Indépendance - L'histoire vivante
- 1965 : Les contes du chat perché : les bœufs, le chien, le loup, le problème - Vogue
- 1967? : Les misérables - Le Petit Ménestrel
- 1970 : Antonio Vivaldi : sa vie, ses œuvres - Le Petit Ménestrel
- 1972 : Buffalo Bill et l'épopée du far-west - Le Petit Ménestrel
- 1957? : Les plus belles fables de La Fontaine - Le Petit Ménestrel
- 19xx : Félix Mendelssohn : sa vie, ses œuvres - Le Petit Ménestrel
- 1970? : La symphonie pastorale - Disques Philips
- 1972 : Piccolo et Saxo à Music City - Disques Philips
- 19xx : La bête qui mangeait les jouets - Orchestre de chambre de l'ORTF
- 1975 : L'enfant d'éléphant - Le Chant du Monde
- 1975 : Le chat qui s'en va tout seul - Le Chant du Monde
- 19xx : Fantasia - Buena vista
- 19xx : Pierre et le loup - Mode

## Distinctions

### Récompenses
- BAFTA 1957 : meilleur acteur étranger pour Gervaise
- Prix du Brigadier 2005 : « Brigadier d'honneur » posthume pour l'ensemble de sa carrière

### Décoration
- Commandeur de l'ordre des Arts et des Lettres. Il est promu au grade de commandeur le 10 novembre 1978[8].

## Publication
- Profession menteur, Le Pré-aux-clercs, 1989 (réédition Press Pocket, 1991)